# Héctor Clavel
Luis Héctor Clavel Gertner (17 de septiembre de 1920-26 de abril de 1982) fue un jinete chileno que compitió en la modalidad de doma. Ganó cuatro medallas en los Juegos Panamericanos entre los años 1951 y 1963.

## Palmarés internacional
| Juegos Panamericanos | Juegos Panamericanos      | Juegos Panamericanos | Juegos Panamericanos |
| Año                  | Lugar                     | Medalla              | Categoría            |
| -------------------- | ------------------------- | -------------------- | -------------------- |
| 1951                 | Buenos Aires (Argentina)  | Medalla de oro       | Por equipos          |
| 1951                 | Buenos Aires (Argentina)  | Medalla de plata     | Individual           |
| 1955                 | Ciudad de México (México) | Medalla de oro       | Individual           |
| 1963                 | São Paulo (Brasil)        | Medalla de bronce    | Individual           |